# Pseudocopaeodes eunus
Pseudocopaeodes eunus är en fjärilsart som beskrevs av Edwards 1881. Pseudocopaeodes eunus ingår i släktet Pseudocopaeodes och familjen tjockhuvuden. Inga underarter finns listade i Catalogue of Life.